# Christiaan Weijts

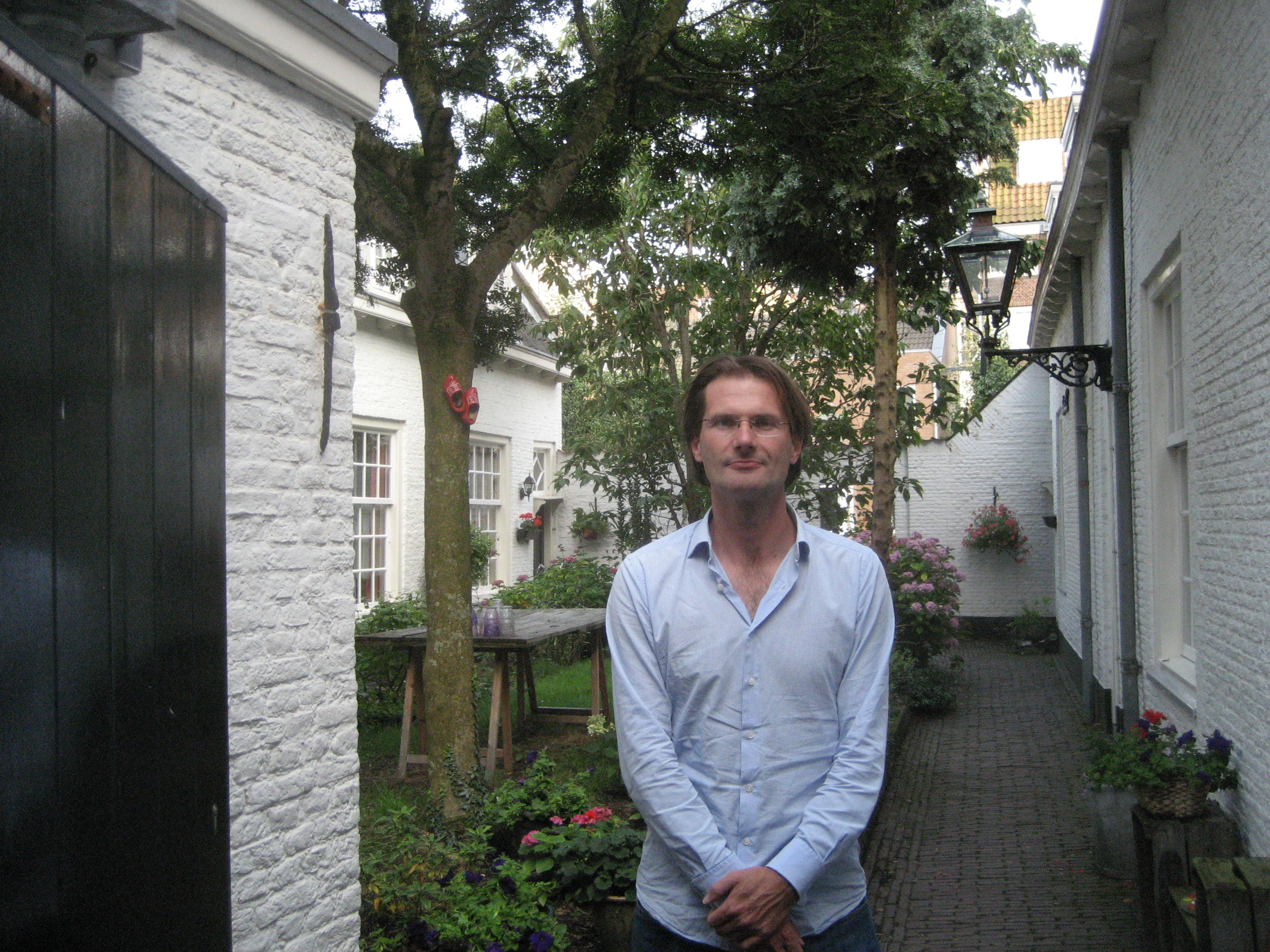
Christiaan Weijts (2015)

Christiaan Weijts (* 4. Mai 1976 in Leiden) ist ein niederländischer Schriftsteller und Journalist.

## Biografie
Weijts besuchte in Leiden das Städtische Gymnasium. Von 1994 bis 1999 studierte er Niederlandistik und Literaturwissenschaften an der Universität Leiden. Er arbeitet als Kolumnist bei der Zeitung nrc.next und bei De Groene Amsterdammer. Von 1999 bis 2007 war er Redakteur und Kolumnist beim Universitätsblatt Mare. Heute wohnt und arbeitet er in Den Haag.
Im Jahr 2003 erschien unter dem Titel Sluitingstijd eine Sammlung Kolumnen, die Weijts für das Universitätsblatt Mare geschrieben hatte. Sein Romandebüt Art. 285b von 2006 über einen Artikel im niederländischen Strafgesetzbuch, in dem es um das Stalking geht, erhielt gleich mehrere Literaturpreisnominierungen.
Weijts zweiter Roman Via Cappello 23, der in Venedig, Verona und Leiden spielt, wurde mit dem Gerard-Walschap-Preis ausgezeichnet. Für den Roman Euforie erhielt der Autor den BNG Nieuwe Literatuurprijs.

## Bibliografie

### Romane
- Art. 285b. Verlag De Arbeiderspers, Amsterdam 2006, ISBN 90-295-6220-X.[1]
- Via Cappello 23. Verlag De Arbeiderspers, Amsterdam 2008, ISBN 978-90-295-6698-8.[2]
- Euforie. Verlag De Arbeiderspers, Utrecht 2012, ISBN 978-90-295-8627-6.[3]
- De Linkshandigen. Verlag Singel Uitgeverijen, Amsterdam 2014, ISBN 978-90-295-8966-6.[4]

### Kolumnen
- Sluitingstijd. Desolation Row, Leiden 2003, ISBN 90-76632-06-5.
- Achternamiddagen. Rondleiding door het atelier van de schrijver (Kolumnen), Verlag De Arbeiderspers, Utrecht 2014, ISBN 978-90-295-8900-0.

### Novellen und Erzählungen
- De etaleur. Tanznovelle. Verlag De Arbeiderspers, Amsterdam 2009, ISBN 978-90-295-7197-5.

## Auszeichnungen
- 2006: Anton-Wachter-Preis Art. 285b
- 2006: Max Pam Award
- 2008: Goldenes Eselsohr (Gouden Ezelsoor) für Art. 285b
- 2010: Gerard-Walschap-Preis
- 2012: BNG Nieuwe Literatuurprijs für Euforie

### Nominierungen
- 2006: AKO-Literaturpreis für Art
- 2007: Gouden Uil
- 2006: Selexyz-Debütpreis (Selexyz Debuutprijs)
- 2007: Gerard-Walschap-Preis für Art. 285b
- 2008: Academica Literatuurprijs für Art. 285b
- 2009: Gouden Uil
- 2009: AKO-Literaturpreis für Via Cappello 23
- 2010: Libris-Literaturpreis (Longlist) für De etaleur
- 2013: Libris-Literaturpreis (Shortlist) für Euforie